# Rotmoosferner
Rotmoosferner är en glaciär i Österrike.   Den ligger i förbundslandet Tyrolen, i den västra delen av landet, 400 km väster om huvudstaden Wien. Rotmoosferner ligger 2 706 meter över havet.
Terrängen runt Rotmoosferner är bergig, och sluttar österut. Runt Rotmoosferner är det ganska glesbefolkat, med 38 invånare per kvadratkilometer.. Närmaste större samhälle är Sölden, 17,1 km norr om Rotmoosferner. 
Trakten runt Rotmoosferner består i huvudsak av gräsmarker.